# Werbefotografie
Werbefotografie ist ein Bereich der Berufsfotografie, in dem Bilder für Werbezwecke hergestellt werden. Auftraggeber sind meist Werbeagenturen. Neben der Produktfotografie müssen in der Werbefotografie häufig abstrakte Gegenstände dargestellt werden, wie Sicherheit, Gesundheit, Lebensqualität oder Lebensfreude. Die Bilder der Werbefotografie sollen zum Konsum auffordern und Produkte oder Dienstleistungen attraktiv machen.

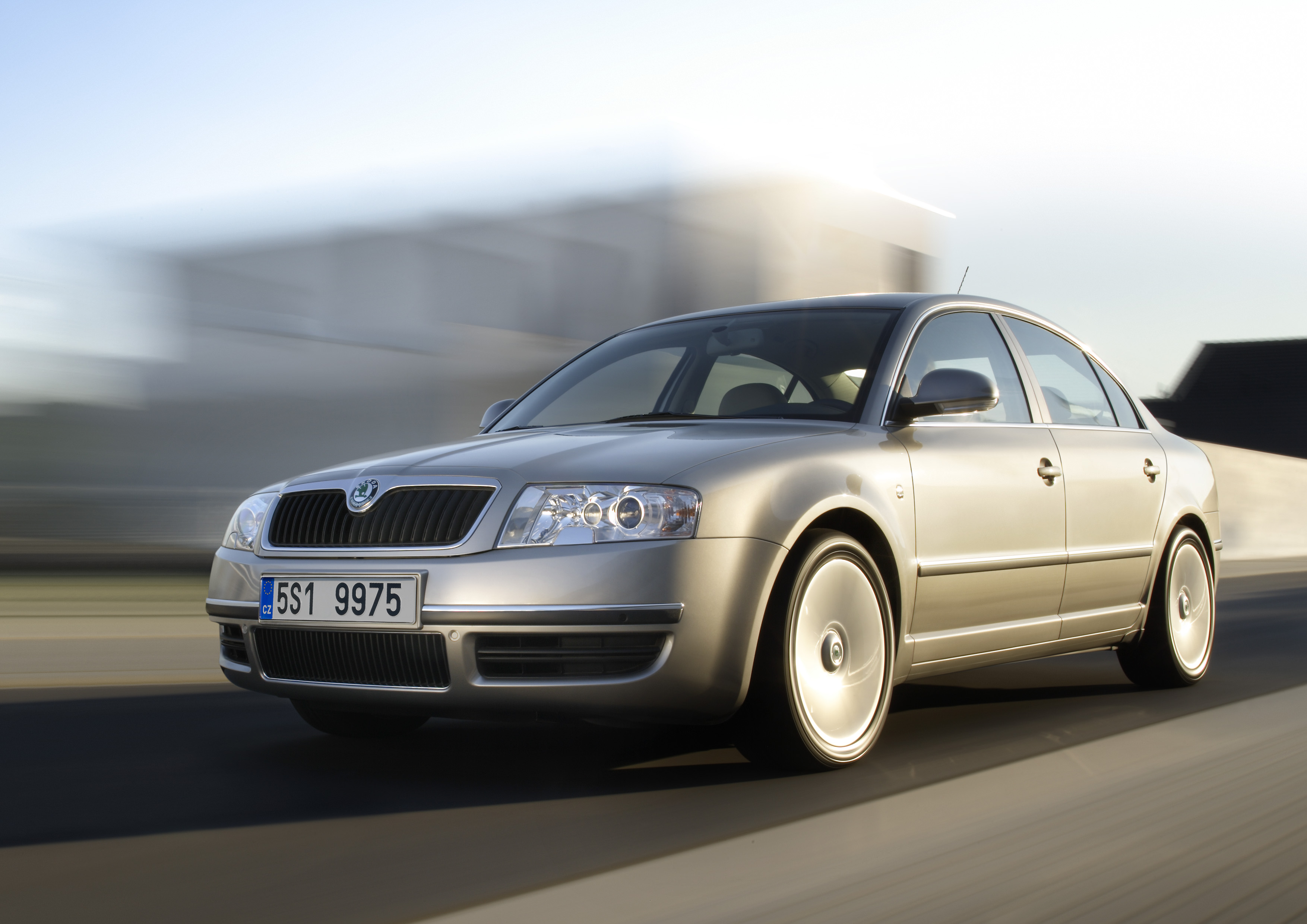
Produktfotografie: Der Mitzieheffekt betont durch den verschwimmenden Hintergrund und die verwischten Felgen die Geschwindigkeit und suggeriert „Kraft“ und „Dynamik“; durch den dadurch strukturarmen Hintergrund wird die Aufmerksamkeit auf das (zudem zentral platzierte) Produkt fokussiert. Flach einfallendes, „sanftes“ (also zu schattigen Bereichen kontrastarmes), „abendlich“-warmes Sonnenlicht sollen unbewusst Assoziationen zu Sommer, Feierabend, Freizeit, Urlaub und somit letztendlich zu Sorgenfreiheit wecken.

## Teilbereiche
Die Werbefotografie umfasst:
- Produktfotografie, beispielsweise Modefotografie und Lebensmittelfotografie bzw. Food-Fotografie

Daneben gibt es Überschneidungen mit
- Porträtfotografie (Werbebotschafter, Wahlplakate, Vertrauenspersonen)
- Aktfotografie (Unterwäsche, Light-Produkte)
- Naturfotografie, Landschaftsfotografie (Ökologie, Reisen, Tourismus)
- Sportfotografie (Nahrungsergänzungsmittel, Schokoriegel)
- Architekturfotografie (Architekten, Hotel, Tourismus, Banken, Versicherungen)
- Tierfotografie (Tierfutter)

## Einordnung
Die Werbefotografie kann teils auch als Kunstrichtung verstanden werden, die malerische Traditionen etwa des Stilllebens aufgreift. Auch Techniken der Verkaufspsychologie werden benutzt (siehe auch Manipulation, Propaganda).
Zu allen Zeiten üblich sind auch Techniken der Bildmanipulation, mit der unerwünschte Bildteile entfernt, oder mehrere Bilder zu einem neuen komponiert werden. Früher bediente man sich dabei der klassischen Fotomontage; da heutzutage meist nur noch die Digitalfotografie zum Einsatz kommt, wird dazu Grafiksoftware verwendet. Die Erzeugnisse der Werbefotografie finden sich dann in den Massenmedien, in Printmedien, aber auch im öffentlichen Raum (Plakate, Außenwerbung), und in Internetwerbung wieder.

## Geschichte

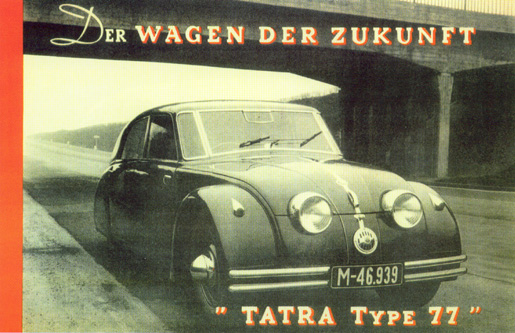
Werbefotografie aus den 1930ern

Berühmte Werbefotografen sind oder waren Charles Wilp, Reinhart Wolf, Herb Ritts oder Bert Stern.
Umstritten waren Fotografien in Werbekampagnen wie in der von Benetton des Fotografen Oliviero Toscani, die z. B. sterbende AIDS-Kranke oder das blutgetränkte Hemd eines getöteten Soldaten zeigten, nach Angaben von Benetton, um auf diesem Weg auf ihr Elend aufmerksam zu machen.

## Spektrum
Die Bandbreite der Werbefotografie ist so hoch, dass professionelle Fotografen meistens nur ein Teilgebiet abdecken. Jeder der Teilbereiche erfordert so viel Erfahrung und Wissen des Fotografen, vor allem auch sehr unterschiedliche Fotoausrüstungen, so dass eine Spezialisierung absolut üblich ist. Sehr intensiv beworbene Produktgruppen sind dabei für Werbefotografen lukrative Anwendungsgebiete: Dazu zählen die Modefotografie, Kosmetika, Luxusgüter im Allgemeinen, hochwertige Dienstleistungen oder technische Güter, wie z. B. Automobile, Motorräder, Flugzeuge oder hochwertige Gebrauchsgüter. Diese Betätigungsfelder sind oft mit hohen Etats ausgestattet.
In bestimmten Produktfeldern, beispielsweise bei Mode, Kosmetika oder Automobilen, sind die Werke der Werbefotografie oft so hoch stilisiert, dass Bilder der redaktionellen Bildberichterstattung kaum mithalten können.
Konzeptionell anspruchsvoll können Arbeiten für Dienstleistungen, wie Banken, Versicherungen oder Touristik sein. In diesen Bereichen spielen verdeckte Signale und Symboliken, die fotografisch integriert werden müssen, eine starke Rolle.

## Ausbildung
Die Ausbildung erfolgt durch eine fotografische Ausbildung bei entsprechenden Ausbildungsstätten und Werbefotografen oder durch ein Studium an einer Kunsthochschule. Spezielle Studiengänge sind Fotodesign, aber auch Grafikdesigner wirken bei der Komposition und Nachbearbeitung von Werbefotos mit.